# Кириллов, Григорий Павлович
Григорий Павлович Кири́ллов (1900—1977) — советский актёр театра и кино. Народный артист РСФСР (1954). Лауреат Сталинской премии второй степени (1949).

## Биография
Г. П. Кириллов родился 7 (20) августа 1900 года в Екатеринодаре (ныне Краснодар). В 1915 году окончил Ростовскую торговую школу. В 1920—1921 годах учился на режиссёрском отделении инструкторско-режиссёрских курсов в Ростове-на-Дону. В 1922—1923 годах инструктор по классу дикции и декламации в театральной школе. В 1922—1926 годах актёр ростовских театров. В 1926—1930 годах актёр московского театра импровизации «Семперанте». В 1931—1974 годах актёр Театра Революции.
Г. П. Кириллов умер 17 октября 1977 года. Похоронен в Москве на Введенском кладбище., семейное захоронение на участке № 18.
Жена — заслуженная артистка РСФСР Эсфирь Самойловна Кириллова (урож. Фейтельсон.; 1903—1978).

## Творчество

### Фильмография
- 1941 — Первая Конная — Командарм
- 1942 — Непобедимые — Красноошеев
- 1950 — Далеко от Москвы — Грубский; Прощай, Америка! — Уолтер Скотт
- 1953 — Вихри враждебные — Пашков; Серебристая пыль — Курт Шнейдер
- 1957 — Ночной патруль — Казимир Антонович Нежук
- 1958 — Восемнадцатый год — Беляков
- 1959 — Человек меняет кожу — Ерёмин
- 1961 — Две жизни — барон Унгер
- 1968 — Софья Перовская — Л. Н. Перовский; Братья Карамазовы — Прокурор
- 1972 — Таланты и поклонники — Ираклий Стратонович Дулебов

## Награды и премии
- Заслуженный артист РСФСР (18.07.1950)
- Народный артист РСФСР (29.01.1954)
- Сталинская премия второй степени (1949) — за исполнение роли Сергея Фёдоровича Лосева в спектакле «Закон чести» А. П. Штейна[1]